# Sheffield Ingalls

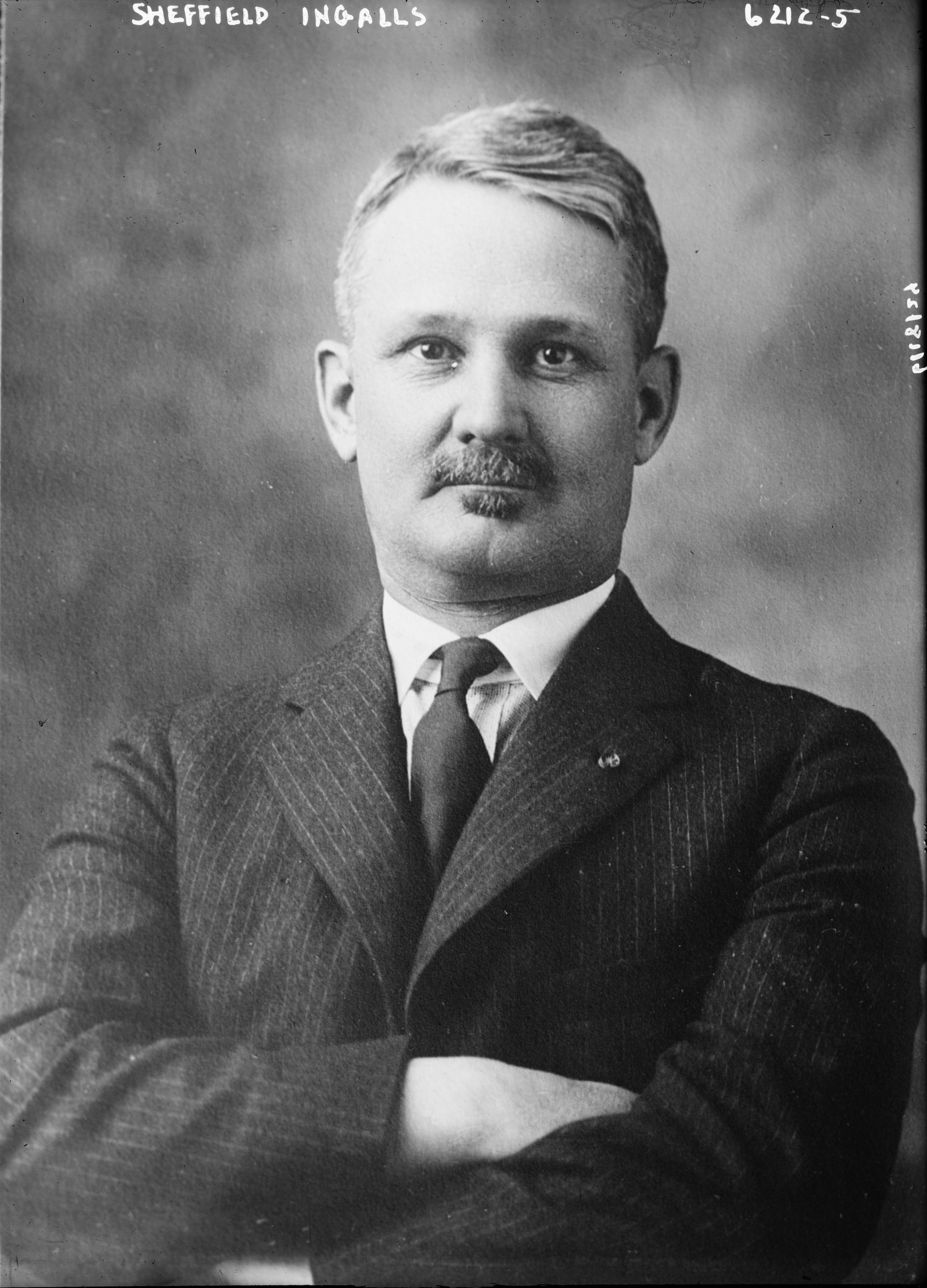
Sheffield Ingalls

Sheffield Ingalls (* 28. März 1875 in Atchison, Kansas; † 17. Januar 1937 ebenda) war ein US-amerikanischer Politiker. Zwischen 1913 und 1915 war er Vizegouverneur des Bundesstaates Kansas.

## Leben
Sheffield Ingalls war der Sohn von US-Senator John James Ingalls (1833–1900). Er besuchte die öffentlichen Schulen in Atchison und Washington, D.C. Nachdem er das Midland College in Atchison absolviert hatte, studierte er bis 1895 an der University of Kansas. Nach einem anschließenden Jurastudium und seiner 1897 erfolgten Zulassung als Rechtsanwalt begann er in bescheidenem Maß in diesem Beruf zu arbeiten. Hauptsächlich konzentrierte er sich als Mitglied der Republikanischen Partei auf die Politik. Zwischen 1899 und 1901 war er Polizeirichter in seiner Heimatstadt Atchison. Im Jahr 1906 wurde er in das Repräsentantenhaus von Kansas gewählt, wo er Mitglied verschiedener Ausschüsse und Vorsitzender des Bildungsausschusses war. Ingalls war ein Gegner politischer Seilschaften und bekämpfte die Korruption. Zeitweise gab er auch die Zeitung Atchison Champion heraus. Später stieg er auch in das Bankgewerbe und die Immobilienbranche ein. Er wurde unter anderem Direktor bei der First National Bank und bei der Railway Specialty Company in Atchison. Außerdem war er Mitglied mehrerer Organisationen und Vereinigungen.
1912 wurde Ingalls an der Seite von George H. Hodges zum Vizegouverneur von Kansas gewählt. Dieses Amt bekleidete er zwischen dem 13. Januar 1913 und dem 11. Januar 1915. Dabei war er Stellvertreter des Gouverneurs. Nach dem Ende seiner Zeit als Vizegouverneur setzte er seine früheren Tätigkeiten fort. Er starb am 17. Januar 1937 in seiner Heimatstadt Atchison, wo er auch beigesetzt wurde.